# Phloeomys pallidus
Phloeomys pallidus є великим видом гризунів родини Muridae. Він зустрічається лише на Лусоні, Філіппіни; зустрічається від узбережжя до висоти 2200 метрів. Живе переважно в лісах і чагарниках, але також може виживати в деградованих середовищах існування, таких як плантації.

## Морфологічні характеристики
Цей дуже великий гризун важить 1,9–2,6 кг і досягає довжини 75–77 см. Довжина хвоста 320—349 мм, задніх лап 81–90 мм, вух 30–39 мм. Хутро відносно довге, також покриває хвіст і дуже різноманітне за кольором, але зазвичай воно блідо-сіро-коричневе або біле з темнішими коричневими або чорними плямами. Тварини часто мають чорну маску на обличчі та шиї, але вони також можуть бути повністю білими. Вид має тонкий хвіст на відміну від другого виду в роду Phloeomys; хутро темно-коричневе або іржаво-буре.

## Поведінка
Це деревний і нічний вид. Будує гнізда в дуплах дерев. Іноді спускається на землю в пошуках їжі. Він видає гучний одиночний гортанний звук, який повторюється через кілька секунд або хвилину. Харчується ніжним листям, пагонами бамбука та продуктами сільського господарства.